# Віра Фішер
Віра Лусія Фішер (порт. Vera Lúcia Fischer; нар. 27 листопада 1951, Блуменау, Бразилія) — бразильська кіноакторка та фотомодель німецького походження. Авторка автобіографії.

## Біографія
Народилась в сім'ї німців. Батько Еміль Фішер займався підприємницькою діяльністю і мав невеличкий власний магазин одягу. Мати Хільдегард Берндт грала в театрі, однак після народження дітей присвятила себе їх вихованню. У Віри був брат Вернер, який трагічно загинув у 19-річному віці. 
  
Модельну кар'єру розпочала у 15 років. Через рік взяла участь в регіональному конкурсі краси "Міс Санта-Катаріна", в якому перемогла. В 1969 році виграла конкурс краси Міс Бразилія.  
 
На початку 1980-х розпочала акторську кар'єру в бразильських серіалах. Дебютувала у серіалі "Чарівне дзеркало". Після народження сина у 1988 році остаточно покинула моделінг.  
 
З 1997 по 2000 проходила лікування від наркозалежності. Під час лікування була позбавлена батьківських прав. Вони були повернуті їй у березні 2000 року. 
 
Після цього продовжила акторську кар'єру. ЇЇ першою успішною роботою стала роль Єлени в серіалі "Родинні зв'язки". Пізніше знімалась в проєктах "Клон", "Америка", "Амазонія". 
 2007 випустила автобіографію.

## Особисте життя
В 20-річному віці Фішер вийшла заміж за молодого бразильського актора Перрі Саллеса. Вони прожили разом 16 років. 1979 у них народилася донька Рафаелла. Їх шлюб розпався через стосунки Віри з колегою Феліпе Камаргу. 1989 вони одружилися. Через 4 роки у них народився син Габріель. 1997 року Фішер і Камаргу розлучилися.

## Фільмографія
| Рік       |   | Українська назва   | Оригінальна назва                  | Роль          |
| --------- | - | ------------------ | ---------------------------------- | ------------- |
| 1984      | ф | Кіломбу            | Quilombo                           | Ана де Ферру  |
| 1990      | ф | П'ята мавпа        | The Fifth Monkey                   | місіс Воттс   |
| 1990      | ф | Солодкий струмок   | Riacho Doce                        | Едуарда       |
| 1996      | с | Фатальний спадок   | O Rei do Gado                      | Нена Медзенга |
| 1998      | с | Шалені гроші       | Pecado Capital                     | Лаура         |
| 2000      | с | Родинні зв'язки    | Laços de Família                   | Єлена         |
| 2001—2002 | с | Клон               | О Clone                            | Іветі         |
| 2004      | с | Власниця долі      | Senhora do Destino                 | Віра Робінсон |
| 2005      | с | Америка            | América                            | Урсула        |
| 2007      | с | Амазонія           | Amazônia: De Galvez a Chico Mendes | Лола          |
| 2009      | с | Дороги Індії       | Caminho das Indias                 | Кьяра         |
| 2012      | с | Георгій Переможець | Salve Jorge                        | Ірина         |